# Жакмо, Эльза
Эльза Жакмо (фр. Elsa Jacquemot; род. 3 мая 2003, Лион) — французская профессиональная теннисистка. Победительница одного турнира WTA 125 (2024) в парном разряде; и победительница двух турниров ITF в одиночном разряде.
Победительница юниорского турнира Большого шлема в одиночном разряде (Открытый чемпионат Франции-2020); бывшая первая ракетка мира в юниорском рейтинге ITF (2020).

## Общая информация
Родилась 3 мая 2003 года в Лионе, во Франции.

## Спортивная карьера
В 2022—2025 годах стала победительницей двух турниров ITF в одиночном разряде.

### 2023—2024
В конце августа 2023 года победила в квалификации и стала участницей одиночного разряда Открытого чемпионата США, где в первом круге проиграла украинке Лесе Цуренко со счётом 5-7, 6-3, 1-6.
В середине декабря 2023 года стала финалисткой одиночного разряда турнира категории WTA 125 на Открытом чемпионате Лиможа (Франция), где она в финале проиграла испанке Кристине Букша со счётом 6-2, 1-6, 2-6.
В конце мая 2024 года получила приглашение в основу и стала участницей одиночного разряда Открытого чемпионата Франции, где в первом круге проиграла румынке Ане Богдан со счётом 1-6, 3-6.
Она также по приглашению участвовала в парном разряде этого турнира вместе с соотечественницей Армони Тан, где они в первом круге проиграла Терезе Михаликовой и Линде Носковой со счётом 6-7, 2-6.
В декабре 2024 года в Лиможе (Франция) стала победительницей турнира WTA 125 Open de Limoges в парном разряде вместе с соотечественницей Марго Рувруа, где в финале они победили Селену Яничевич и Эрику Андрееву со счётом 6-4, 6-3.
На этом же турнире в одиночном разряде она дошла до полуфинала, где проиграла швейцарке Селин Неф со счётом 3-6, 7-6, 3-6.

## Итоговое место в рейтинге WTA по годам
| Год  | Одиночный рейтинг | Парный рейтинг |
| 2024 | 150               | 786            |
| 2023 | 167               | 479            |
| 2022 | 203               | 344            |
| 2021 | 314               | 677            |
| 2020 | 532               | 996            |
| 2019 | 821               | —              |
| 2018 | 1224              | —              |